# Finnország himnusza

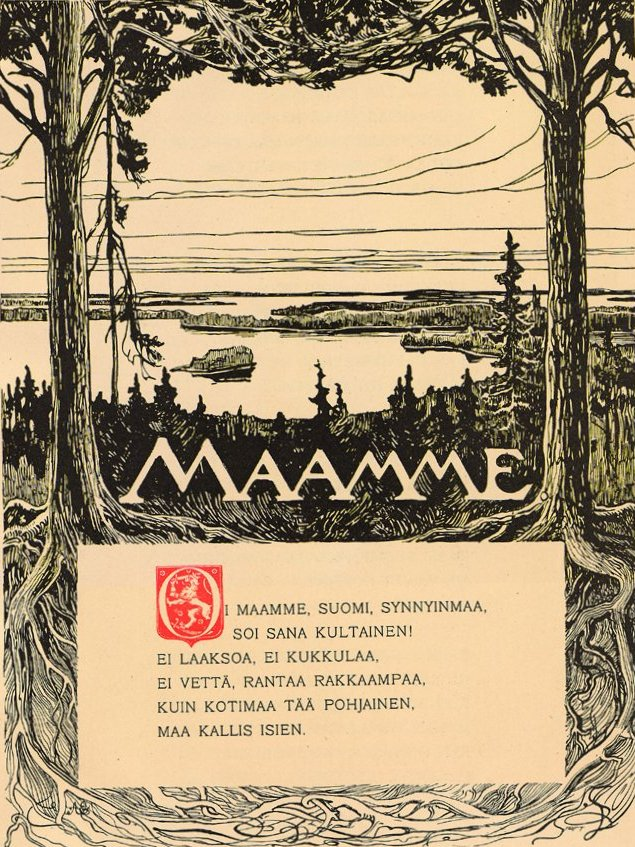
A Maamme szövege 1867-ből

A Maamme (Hazánk) a finn nyelvű címe Finnország nemzeti himnuszának. A himnusz címe svéd nyelven – mely Finnország második hivatalos nyelve – Vårt land.
A finn nemzeti himnuszt Johan Ludvig Runeberg (1804–1877) írta és Fredrik Pacius zenéjével 1848. május 13-án a virágünnepet tartó diákok adták elő a Helsinkihez tartozó Kumtähti major mezején.
Runeberg, a Porvoo Líceum igazgatója az eredeti szöveget svédül írta Vårt Land címmel két évvel korábban. Eredetileg az 500. évfordulóját ünneplő Porvoo város számára készült, és maga Runeberg írt hozzá dallamot, himnusszá azonban Fredrik Pacius zenéjével vált.
Az eredeti vers 11 versszakból állt. A verset 1846 őszén publikálta az 1808–1809-es finn háborúról írt Fanrik Stals Sanger (Stal kadét történetei) című 35 balladát feldolgozó kötetének előhangjaként. E háború következményeként az 1809-es  haminai egyezménnyel került Finnország Svédországtól Oroszországhoz.
Runeberg célja a finn nemzeti érzések felélesztése volt. A mű megírására valószínűleg Vörösmarty Mihály 1836-ban írt Szózat-a ihlette, mely magyar nemzeti ének lett. Runeberg verse a 20. századra oly mértékben hatott a nemzeti érzésre, hogy a szerző a nemzet költője lett. A mű finn szövegét Paavo Cajander írta a 19. század végén. Fredrik Pacius a Helsinki Egyetem német származású tanára volt, és bár a költeményt korábban már többen is megzenésítették, mégis az ő zenéjével lett népszerű. Olyannyira, hogy később ez lett a zenéje az Észtország himnuszának, a Mu isamaa-nak is.
Az 1880-as és az 1920-as években több próbálkozás történt finn nyelvű nemzeti himnusz elfogadására, de ezek a viták az 1930-as évek végére lekerültek a napirendről.

## A himnusz szövege

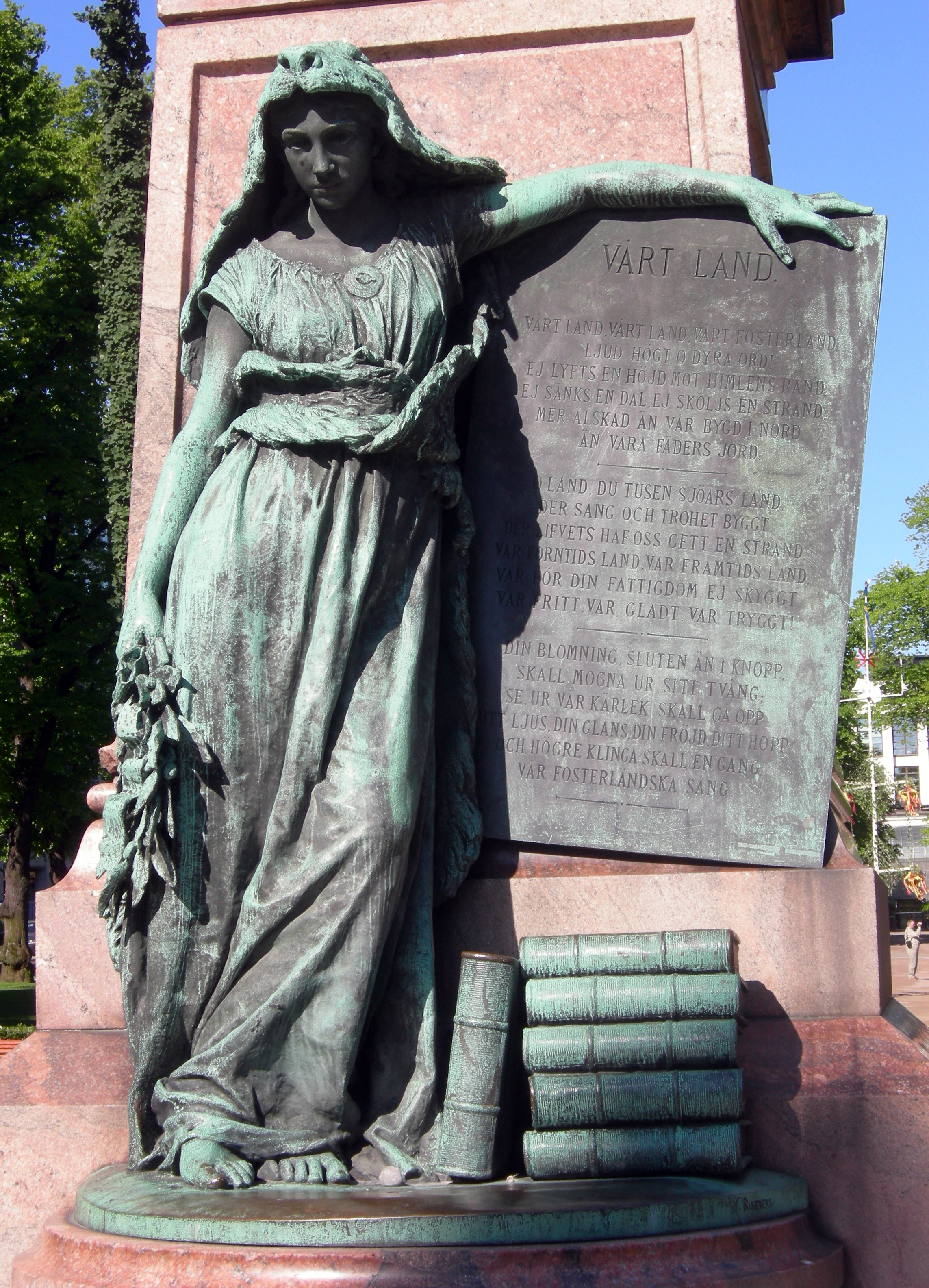
A himnusz svéd nyelvű szövege a szerző szobrának talapzatán, melyet fia, Walter Runeberg alkotott (Helsinki)

### Vårt land
(az eredeti svéd nyelvű változat: Johan Ludvig Runeberg)
Vårt land, vårt land, vårt fosterland,
ljud högt, o dyra ord!
Ej lyfts en höjd mot himlens rand,
ej sänks en dal, ej sköljs en strand,
mer älskad än vår bygd i nord,
än våra fäders jord!
Din blomning, sluten än i knopp,
Skall mogna ur sitt tvång;
Se, ur vår kärlek skall gå opp
Ditt ljus, din glans, din fröjd, ditt hopp.
Och högre klinga skall en gång
Vår fosterländska sång.

### Maamme
(finn fordítás: Paavo Cajander) 
Oi maamme, Suomi, synnyinmaa!
Soi sana kultainen!
Ei laaksoa, ei kukkulaa,
ei vettä rantaa rakkaampaa
kuin kotimaa tää pohjoinen.
Maa kallis isien.
Sun kukoistukses kuorestaan
kerrankin puhkeaa;
viel' lempemme saa nousemaan
sun toivos, riemus loistossaan,
ja kerran laulus, synnyinmaa
korkeemman kaiun saa.

### A magyar szöveg
(magyar fordítás: Bán Aladár)
Hazánk, hazánk, te drága szó,
Zendülj az ajkakon!
Nincs bérc, egekre felnyúló,
Se völgy, se part oly bájoló
Sehol, mint itten északon,
Öledben ősi hon.
Kinyílik egykor, érzem én,
Virágod bimbaja.
Szeretetünk örök tüzén
Fakad számodra üdv, remény:
Fennen csapong még valaha
A mi hazánk dala!